# 臨済宗南禅寺派

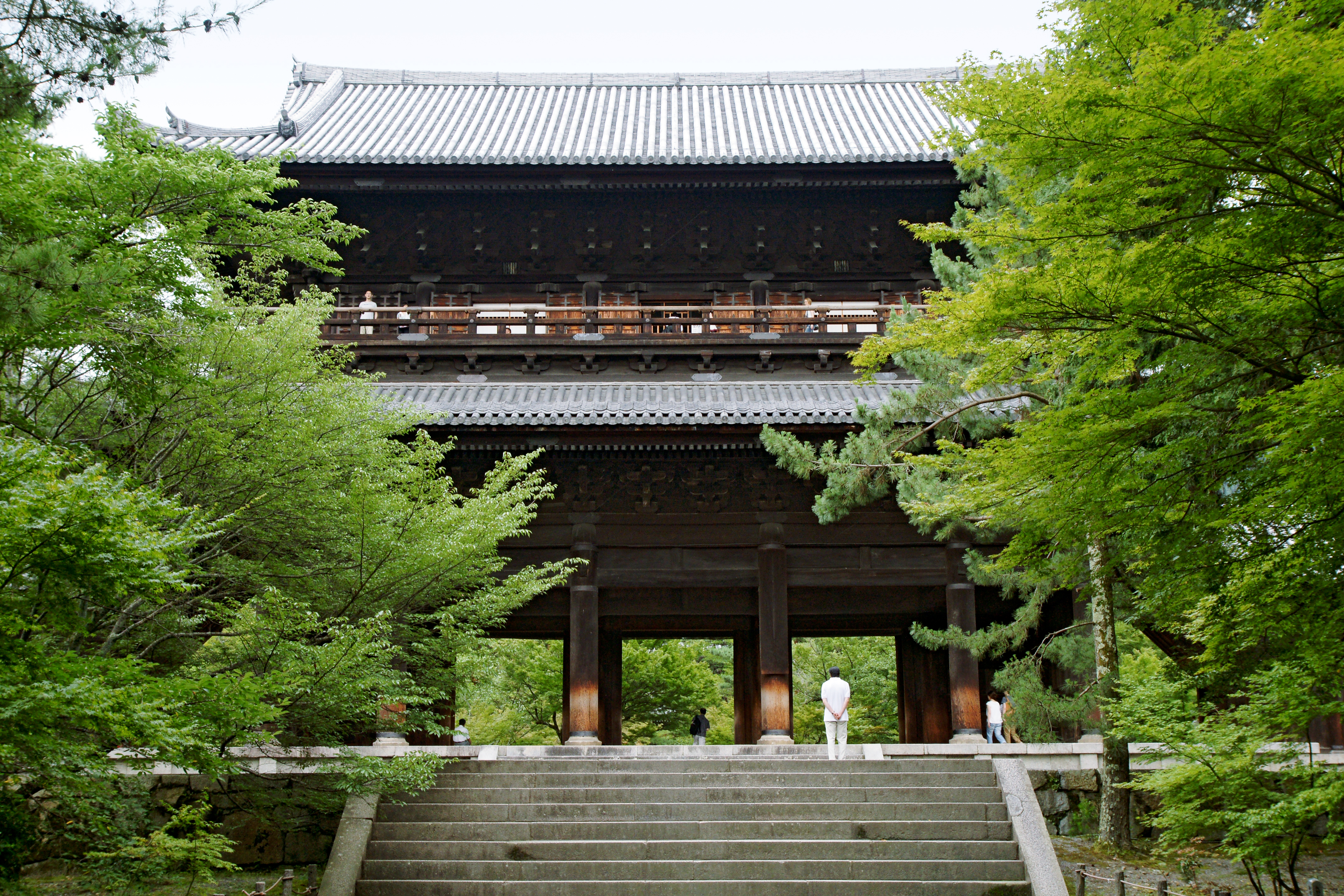
南禅寺

臨済宗南禅寺派（りんざいしゅうなんぜんじは）は、臨済宗の宗派。大本山は南禅寺。

## 歴史
1291年（正応4年）に無関普門により始まり、京都に南禅寺を創建して本山とした。
南禅寺の創建より以前は、この地に亀山天皇が1264年（文永元年）に造営した離宮の禅林寺殿があった。「禅林寺殿」の名は、南禅寺の北に隣接する浄土宗西山禅林寺派総本山の禅林寺（永観堂）に由来している。
この離宮は「上の御所」（上の宮）と「下の御所」（下の宮）に分かれていたが、1287年（弘安10年）に「上の御所」に亀山上皇が持仏堂を建立し「南禅院」と名付けた。これが南禅寺のそもそもの始まりである。後に持仏堂の南禅院は南禅寺の塔頭・南禅院となっている。

## 主な寺院
- 南禅寺
- 月洲寺
- 二福寺
- 正観寺
- 真観寺